# Isla Sobieszewo
La isla Sobieszewo (en polaco: Wyspa Sobieszewska; en alemán: Bohnsack) es una isla en el mar Báltico, situada entre la bahía de Gdansk y el delta del río Vístula. La isla forma parte del territorio de la ciudad de Gdansk, en el este de Polonia. Tiene un área de 35,42 km² y contaba con una población de  3.421 personas (con una densidad de 97 hab./km²).
La frontera norte de la isla son las aguas de la bahía de Gdansk, mientras que su frontera sur es un brazo del río Vístula, llamado Leniwka. La frontera occidental fue hecha en 1840 durante las inundaciones y por la creación de una nueva desembocadura llamada Śmiała Wisla. La frontera oriental fue excavada en 1895 como una nueva boca, creada artificialmente del Vístula, llamado Przekop Wisły.
En Gorki Wschodnie se encuentra una reserva de aves y un centro de  investigación sobre las aves.
Sobieszewo es uno de los 30 barrios o divisiones administrativas de Gdansk.